# Krąg pierwszy
Krąg pierwszy (ros. В круге первом) – powieść rosyjskiego pisarza i noblisty Aleksandra Sołżenicyna, wydana w roku 1968, razem z Oddziałem chorych na raka.
Tytułem powieści nawiązuje autor do Boskiej komedii Dantego. Sołżenicyn wspomina w niej współczesne mu czasy radzieckich łagrów, szczególnie rzeczywistość tzw. "szaraszki", która stanowiła jednocześnie więzienie i instytut badawczy. Wielu wybitnych naukowców uwięzionych w tamtym czasie pracowało w tym miejscu m.in. nad deszyfracją ludzkiego głosu, doskonaląc techniki podsłuchu. 
Sołżenicyn opisuje zamknięte środowisko "szaraszki" jako alegorię radzieckiego społeczeństwa, gdzie portrety psychologiczne bohaterów wypełniają całą gamę ludzkich typów i postaw. 